# لوز عربي
اللوز العربي (الاسم العلمي: Prunus arabica) هو أحد أنواع جنس الخوخ من الفصيلة الوردية. يعد من أنواع اللوز البري.

## الموئل والانتشار
ينتشر في بلاد الشام وتركيا. وفي شبه الجزيرة العربية، وكذلك ينتشر في شمال العراق.